# Alypiodes
Alypiodes là một chi bướm đêm thuộc họ Noctuidae.

## Các loài
- Alypiodes bimaculata (Herrich-Schäffer, [1853])
- Alypiodes geronimo (Barnes, 1900)
- Alypiodes radians (Felder, 1874)
- Alypiodes walkeri (Druce, 1888)